# The Cosby Show
The Cosby Show este un serial american de comedie de situație avându-l în rolul principal pe Bill Cosby, care a fost difuzat prima oară pe 20 septembrie 1984 și a rulat timp de opt sezoane pe rețeaua de televiziune NBC, până pe 30 aprilie 1992. Spectacolul se concentrează asupra familiei Huxtable, o familie afro-americană care locuiește în Brooklyn, New York.

## Distribuție
- Bill Cosby : Dr Heathcliff « Cliff » Huxtable
- Phylicia Ayers-Allen : Clair Olivia Hanks-Huxtable
- Sabrina Le Beauf : Sondra Huxtable-Tibideaux
- Geoffrey Owens : Elvin Tibideaux
- Lisa Bonet : Denise Huxtable-Kendall
- Joseph C. Phillips : Martin Kendall
- Malcolm-Jamal Warner : Theodore Aloysius « Theo » Huxtable
- Tempestt Bledsoe : Vanessa Huxtable
- Keshia Knight Pulliam : Rudith Lillian « Rudy » Huxtable
- Raven-Symoné : Olivia Kendall
- Erika Alexander : Pam Tucker